# Friedrich Bendixen

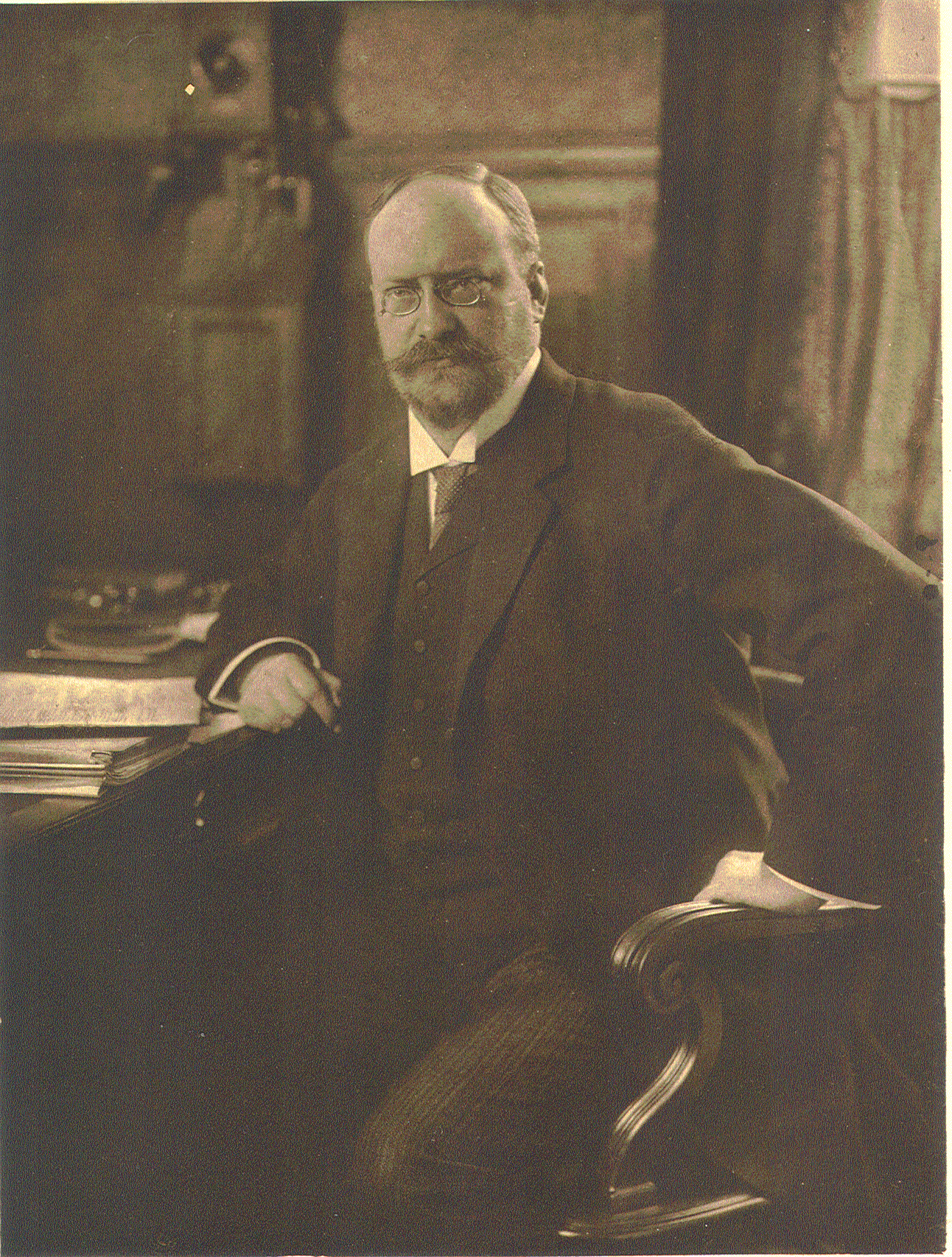
Friedrich Bendixen 1905

Friedrich Bendixen (* 30. September 1864 in San Francisco; † 29. Juli 1920 in Hamburg) war ein deutscher Nationalökonom und Bankier.

## Leben
Bendixen studierte in Heidelberg, Leipzig und Göttingen. Er schloss das Studium mit einer Promotion als Dr.-jur. In Göttingen ab. Von 1895 bis zu seinem Tode war er erst Mitarbeiter und später Vorstandsmitglied der Hypothekenbank in Hamburg. Er verfasste Arbeiten im Bereich der Geldtheorie ausgehend von Georg Friedrich Knapps „Staatlicher Theorie des Geldes“ und zu Grundlagen der Kredittheorie. Bendixen war Mitglied im Gründungskuratorium der Hamburgischen Wissenschaftlichen Stiftung.
Friedrich Bendixen verstarb 55-jährig in Hamburg und wurde auf dem dortigen Friedhof Ohlsdorf beigesetzt. Die erhaltene Grabstätte liegt im Planquadrat Z 12 südwestlich vom Nordteich.

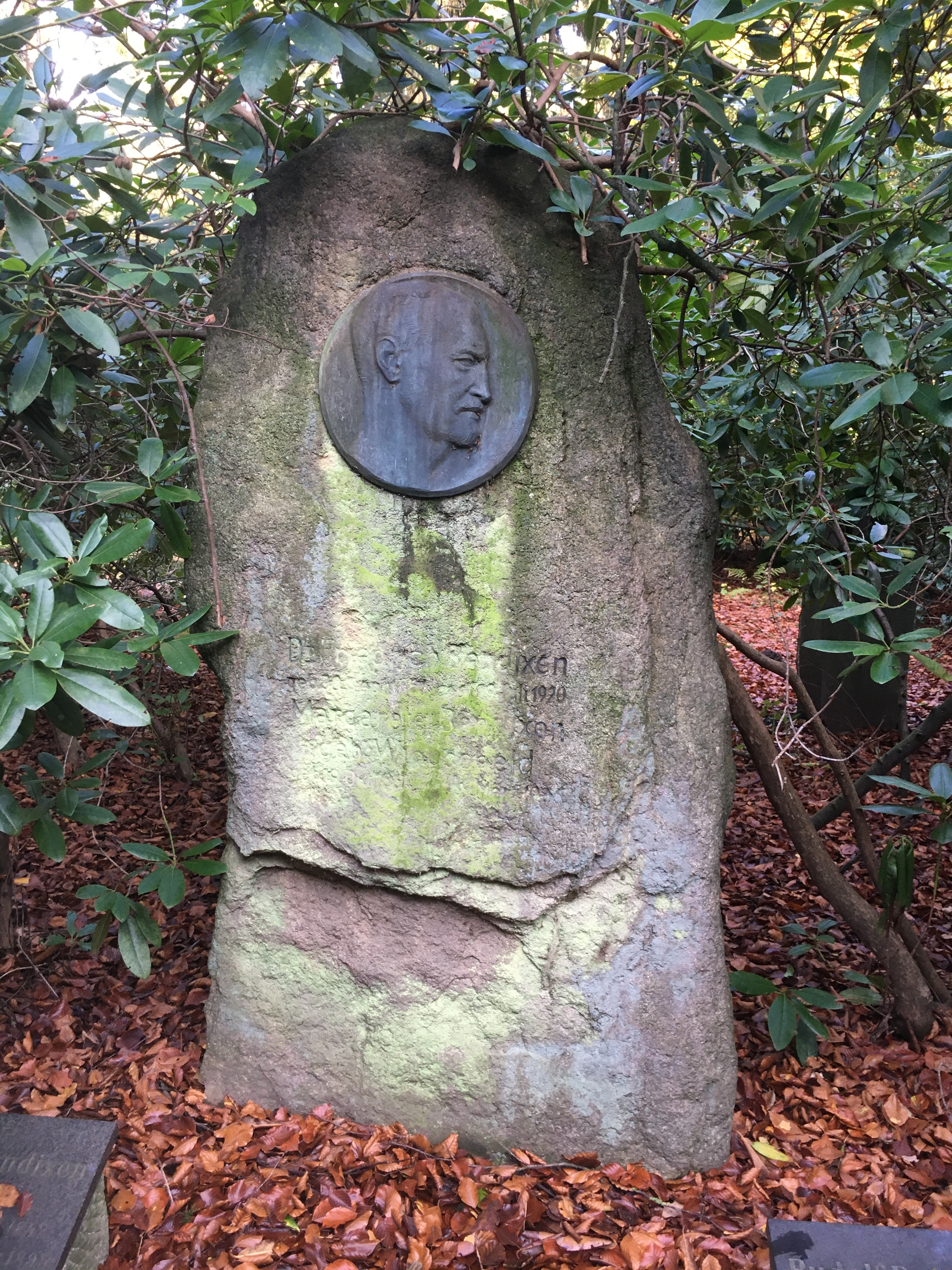
Grabstätte auf dem Friedhof Ohlsdorf

## Werke
- Das Wesen des Geldes. (1908) 4. Aufl., Duncker & Humblot, München 1926.
- Geld und Kapital. (1912), 3. Aufl., G. Fischer, Jena 1922.
- Die deutsche Bankgesetzgebung und die Balkankrisis. Guttentag, Berlin 1913.
- Währungspolitik und Geldtheorie im Lichte des Weltkrieges. Duncker und Humblot, München 1916. Digitalisat
- Sozialismus und Volkswirtschaft in der Kriegsverfassung. Guttentag, Berlin 1916.
- Das Inflationsproblem. Enke, Stuttgart 1917.
- Wucher und Kettenhandel. Boysen, Hamburg 1918.
- Kriegsanleihen und Finanznot. G. Fischer, Jena 1919.
- mehrere Herausgaben von Briefen